# Trypanaeus novulus
Trypanaeus novulus är en skalbaggsart som beskrevs av Heinrich Bickhardt 1916. Trypanaeus novulus ingår i släktet Trypanaeus och familjen stumpbaggar. Inga underarter finns listade i Catalogue of Life.